# Peter Olver
Peter John Olver (Twickenham, Inglaterra, 11 de janeiro de 1952) é um matemático estadunidense, que trabalha com equações diferenciais parciais e suas simetrias (Teoria de Lie).

## Vida e obra
Olver, que imigrou para os Estados Unidos em 1961, estudou na Universidade Brown, onde obteve o grau de bacharel em 1973, com um doutorado em 1976 na Universidade Harvard, orientado por Garrett Birkhoff, com a tese Symmetry Groups of Partial Differential Equations. No pós-doutorado foi instrutor na Universidade de Chicago e de 1978 a 1980 na Universidade de Oxford. Em 1980 foi professor assistente em em 1985 professor na Universidade de Minnesota, onde permaneceu como professor com exceção de uma época em 1992-1993, quando foi professor na Universidade de Maryland.
É desde 2012 fellow da American Mathematical Society (AMS) e desde 2004 do Institute of Physics.
É desde 1967 cidadão dos Estados Unidos.

## Obras
- Equivalence, invariants and symmetry, Cambridge University Press 1995
- Classical Invariant Theory, Cambridge University Press 1999
- Application of Lie Groups to Differential Equations, Springer Verlag 1986, 2. Edição 1993
- com  Chehrzad Shakiban Applied Linear Algebra, Prentice-Hall 2006
- Editor com David H. Sattinger Solitons in physics, mathematics, and nonlinear optics, Springer Verlag 1990
- Editor com Allen Tannenbaum Mathematical methods in computer vision, Springer Verlag 2003
- Editor com Hongbo Li, Gerald Sommer Computer algebra and geometric algebra with applications, Springer Verlag 2005 (Workshop Shanghai e Xian 2004)
- Introduction to Partial Differential Equations, Springer, Undergraduate Texts in Mathematics, 2014